# فتيات الإسكندرية
قضية فتيات الإسكندرية جاءت مع أحداث مصر ما بعد انقلاب 2013، وتتعلق بحكم قضائي صدر ضد تلك الفتيات، بعد اعتقالهن لوقوفهن احتجاجا على كورنيش الإسكندرية ضمن حملة «سبعة الصبح»، وبعد صدور الحكم الذي قضى بحبسهن أحد عشر (11) سنة، وشهد للشرطة المصرية في المحكمة أنهن تورطن في «الاعتداء على رجال الأمن»، جاءت ردة فعل منددة به من الرأي العام، وألغي الحكم وجاء آخر بدلا عنه قاضيا بحبس 14 منهن لمدة سنة مع إيقاف التنفيذ، وإيداع 7 أخريات دور الرعاية الاجتماعية لعدم بلوغهن السن القانونية (18 عاما)، بتهم «التجمهر واستخدام القوة والانضمام إلى جماعة مخالفة لأحكام القانون (في إشارة لجماعة الإخوان المسلمين) وحيازة منشورات وتوزيعها».